# Sibirskij (rejon pierwomajski)
Sibirskij (ros. Сибирский) – osiedle w Rosji, w Kraju Ałtajskim, w rejonie pierwomajskim. W 2010 liczyło 1769 mieszkańców.